# Hypselodoris dollfusi
Hypselodoris dollfusi (Pruvot-Fol, 1933) è un mollusco nudibranchio della famiglia Chromodorididae.